# Curtis Shears
Curtis Charles Shears (* 4. Juli 1901 in Omaha; † 30. Juli 1988 in Bonita Springs) war ein US-amerikanischer Degenfechter.

## Leben
Curtis Shears nahm an den Olympischen Spielen 1932 in Los Angeles teil, bei denen er sich mit George Calnan, Miguel de Capriles, Gustave Heiss, Tracy Jaeckel und Frank Righeimer die Bronzemedaille im Mannschaftswettbewerb sicherte. Auf nationaler Ebene wurde er 1923 US-amerikanischer Outdoor-Meister im Degen-Einzel.
Shears erwarb 1932 den Juris Doctor an der New York University und wurde im Anschluss Assistant United States Attorney in New York City.